# Oakland Athletics
Oakland Athletics je poklicna bejzbolska ekipa iz Oaklanda v Kaliforniji, ki trenutno igra v Zahodni diviziji Ameriške lige v Glavni bejzbolski ligi. Od leta 1968 naprej je njihov domači stadion O.co Coliseum.
Ime "Athletics" izvira iz t. i. »atletskih klubov« (angl. "athletic clubs") poznega 19. stoletja, natančneje kluba Philadelphia Athletics. Njihov najpogostejši vzdevek je "the A's" (sl. A-ji), poklon gotični črki "A", ki je skorajda blagovna znamka današnje ekipe in njene filadelfijske predhodnice. Vzdevek je včasih tako pogost, da ga nekateri uporabljajo pogosteje kot polno ime ekipe. Znani so tudi kot Beli Sloni ("the White Elephants" ) oz. le Sloni ("the Elephants"). Ta vzdevek se je prijel zatem, ko je nekoč upravnik takratne ekipe New York Giants John McGraw ekipo oklical za »belega slona«.  Ekipa je vzdevek sprejela in tako je beli slon postal maskota ekipe, ki je pogosta vključena tudi na logotip ekipe ali na všitke na dresih. Med zlatimi časi ekipe v 1970-ih je vodstvo ekipo pogosto klicalo The Swingin' A's (Zamahujoči A-ji), s čimer se je poklonilo močnim odbijalcem ekipe in hkrati poskušalo ekipo približati rastoči disko kulturi.
Kot ena izmed osmih ustanovnih ekip Ameriške lige je leta 1901 bila ekipa pod imenom Philadelphia Athletics ustanovljena v Filadelfiji. Ekipa je sprva imela veliko uspeha - med letoma 1910 in 1913 je kar trikrat zmagala na Svetovni seriji, v letih 1929 in 1930 pa v Filadelfijo prinesla še dva naslova prvakov. Neverjetnih 50 let je na čelu ekipe bil njen prvi upravnik, Connie Mack, njen kader igralcev, ki so danes člani Hrama slavnih, pa je vključeval igralce, kot so bili Chief Bender, Frank "Home Run" Baker, Jimmie Foxx in Lefty Grove. Po dveh slabih desetletjih pa je vodstvo ekipe sprejelo odločitev, da se bo ekipa leta 1955 preselila v Kansas City, kjer je postala Kansas City Athletics.
Po 13 pretežno neuspešnih sezonah v Ameriškem srednjem zahodu je ekipa leta 1968 odšla še bolj zahodno, vse do Zaliva San Francisca v Oakland. Tam je med letoma 1972 in 1974 zabeležila še tri naslove ameriških prvakov. Takratno ekipo so vodili Catfish Hunter, Reggie Jackson, odlični razbremenilec Rollie Fingers in lastnik Charlie O. Finley. Še četrta dinastija kluba je med letoma 1988 in 1990 nastopila, leta 1989 pa tudi osvojila Svetovno serijo. Za uspeh ekipe so takrat bili ključni Mark McGwire, Jose Canseco in Dennis Eckersley. Dandanes je ekipa velikokrat bila blizu končnice, a se po letu 1990 še ni vrnila na Svetovno serijo. Leta 2002 je ekipa zmagala na dvajsetih zaporednih tekmah in tako porušila rekord za zmagoviti niz Ameriške lige ter postavila temelje za snemanje filma Moneyball.

## Upokojene številke
Klub je upokojil naslednje številke:
| Reggie Jackson Igralec zunanjega polja: 1967(KC) 1968–75,87(OAK) Upokojena leta 2004 | Rickey Henderson Igralec zunanjega polja: 1979–84, 1989–93, 1994–95, 1998(OAK) Upokojena leta 2009 | Catfish Hunter Metalec: 1965–67(KC) 1968–74(OAK) Upokojena leta 1991 | Rollie Fingers Metalec: 1968–76(OAK) Upokojena leta 1993 | Dennis Eckersley Metalec: 1987–95(OAK) Počaščen leta 2005 | Walter A. Haas, Jr. Lastnik: 1981–95(OAK) Počaščen leta 1995 | Jackie Robinson Upokojena širom lige MLB Upokojena leta 1997 |

Klub do danes še ni upokojil številke nobenega igralca ekipe, ki je igral za moštvo iz Filadelfije. Jackson in Hunter sta resda manjši delež svoje kariere preživela v Kansas Cityju, a nobeden igralec kluba, ki je večino svoje kariere preigral z zasedbo v Kansas Cityju, prav tako nima upokojene številke.